# Диссонансная рифма
Диссона́нсная рифма (фр. dissonance, от лат. dissono «несогласно звучу») — неточная, неполная рифма, при которой все или часть согласных рифмующихся слов совпадают, но при этом слова отличаются ударением или набором гласных, например плеть — плоть, полочка — палочка. Иногда диссонансную рифму называют консонансом (от фр. consonne «согласная»).
Сквозь огонь прошли,
сквозь пушечные дула.
Вместо гор восторга
горе дола.
Стало:
коммунизм —
обычнейшее дело.Владимир Маяковский

## В русской поэзии
В русской поэзии начинает использоваться в начале XX века, в первую очередь в поэзии поэтов-футуристов, в частности, в стихах Владимира Маяковского, Велимира Хлебникова. Позднее, к середине XX века, использование диссонансных рифм становится более распространённым, к ним прибегают поэты самых разных поэтических школ и направлений.
Однажды Босх привёл меня в харчевню.

Едва мерцала толстая свеча в ней.

Горластые гуляли палачи в ней,

Бесстыжим похваляясь ремеслом.
Павел Антокольский, «Босх» (1957)